# Castiarina guttaticollis
Castiarina guttaticollis es una especie de escarabajo del género Castiarina, familia Buprestidae. Fue descrita científicamente por Blackburn en 1890.